# Annie Girard
Annie Girard, également dite Nini Marcelle, est une actrice canadienne, originaire de Lac-Beauport. Active dans le doublage québécois, elle est notamment connue pour avoir doublé Kristen Stewart dans la saga Twilight et Elliot Page dans Inception,.
Elle a étudié à l'École de théâtre du Cégep de Saint-Hyacinthe et au Conservatoire d'art dramatique de Montréal. Autrice, compositrice et interprète, elle a publié trois albums : Je marche dans mes pas en 2012, Passer la frontière en 2014 et À nous la beauté en 2017.

## Doublage

### Cinéma

#### Films
- Kristen Stewart dans (15 films) :
  - Vers l'inconnu (2007) : Tracy
  - Twilight : La Fascination (2008) : Isabella Swan
  - Adventureland (2009) : Emily "Em" Lewin
  - La Saga Twilight : Tentation (2009) : Isabella Swan
  - La Saga Twilight : Hésitation (2010) : Isabella Swan
  - La Saga Twilight : Révélation, partie 1 (2011) : Isabella Swan
  - Blanche-Neige et le Chasseur (2012) : Blanche-Neige
  - La Saga Twilight : Révélation, partie 2 (2012) : Isabella Swan
  - Equals (2015) : Nia
  - Hyper agent américain (2015) : Phoebe Larson
  - Fin de mi-temps pour le soldat Billy Lynn (2016) : Kathryn Lynn
  - Lizzie (2018) : Bridget Sullivan
  - Charlie et ses drôles de dames (2019) : Sabina Wilson
  - Sous pression (2020) : Norah Price
  - Notre plus belle saison (2020) : Abigail "Abby" Holland
- Brittany Snow dans (5 films) :
  - Hairspray (2007) : Amber Von Tussle
  - Le Bal de l'horreur (2008) : Donna Keppel
  - La Note parfaite (2012) : Chloe Beale
  - La Note parfaite 2 (2015) : Chloe Beale
  - La Note parfaite 3 (2017) : Chloe Beale
- Yaya DaCosta dans :
  - Entrez dans la danse (2006) : LaRhette
  - Une famille unique (2010) : Tanya
  - Coup de filet (2013) : Sophie
  - Les Bons Gars (2016) : Tally
- Olga Kurylenko dans :
  - Ennemi rapproché (2011) : la jeune Hongroise
  - Les Psychopathes (2012) : Angela
  - Nom de code : Novembre (2014) : Alice Fournier / Mira Filipova
  - Johnny English frappe à nouveau (2018) : Ophelia Balistikova
- Elliot Page dans :
  - Ça roule ! (2009) : Bliss Cavendar « Barbie Destroyed »
  - Origine (2010) : Ariane
  - Lignes interdites (2017) : Courtney Holmes
- Christina Hendricks dans :
  - La vie, tout simplement (2010) : Alison Novack
  - Je ne sais pas comment elle fait (2011) : Allison Henderson
  - Les Inconnus : Proies nocturnes (2018) : Cindy
- Hong Chau dans :
  - Vice caché (2014) : Jade
  - Petit format (2017) : Ngoc Lan Tran
  - Femme américaine (2019) : Jenny
- Kate McKinnon dans :
  - Dure Soirée (2017) : Pippa
  - L'Espion qui m'a dompée (2018) : Morgan Freeman
  - Yesterday (2019) : Debra Hammer
- Mindy Kaling dans :
  - Un raccourci dans le temps (2018) : Mme Qui
  - Debbie Ocean 8 (2018) : Amita
  - Fin de soirée (2019) : Molly Patel
- Laura Regan dans :
  - La Justice du Ring (2006) : Emma
  - Silence de mort (2007) : Lisa Ashen
- Jenna Dewan dans :
  - Rage meurtrière 2 (2006) : Sally
  - The Wedding Year (2019) : Jessica
- Daniella Alonso dans :
  - Le visage de la peur 2 (2007) : Missy Martinez
  - Paul Blart 2 : Super Vigile à Las Vegas (2015) : Divina Martinez
- Haley Bennett dans :
  - Couple et couplets (2007) : Cora Corman
  - Hostile (2016) : Estelle
- Charlotte Gainsbourg dans :
  - Là-bas (2008) : Arden Langdon
  - Le Bonhomme de neige (2017) : Rakel Fauke
- Evan Rachel Wood dans :
  - Le lutteur (2008) : Stephanie Ramzinski
  - Dans la forêt (2015) : Eva
- Amber Heard dans :
  - La Famille Jone$ (2009) : Jenn Jones
  - Paranoia (2013) : Emma Jennings
- Alyson Michalka dans :
  - Tout pour un A (2010) : Rhiannon
  - La Coloc (2011) : Tracy Morgan
- Génesis Rodríguez dans :
  - Le Temps d'un vol (2012) : Angela "Angie" Lopez
  - Le Dernier Combat (2013) : l'agent Ellen Richards
- Sami Gayle dans :
  - Kidnappée (2012) : Alison
  - Vampire Académie (2014) : Mia Rinaldi
- Jessica Barth dans :
  - Ted (2012) : Tami-Lynn
  - Ted 2 (2015) : Tami-Lynn
- Aubrey Plaza dans :
  - Déjà 10 ans (2012) : Olivia Liamsworth
  - Ingrid perd le nord (2019) : Ingrid Thorburn
- Jessica McNamee dans :
  - Le Vœu (2012) : Gwen
  - Mortal Kombat (2021) : Sonya Blade
- Natasha Lyonne dans :
  - Jamais entre amis (2015) : Kara
  - Chiens sous enquête (2018) : Mattie
- Gina Rodriguez dans :
  - Crise à Deepwater Horizon (2016) : Andrea Fleytas
  - Annihilation (2018) : Anya Thorensen
- 2004 : Trouve ta voix : Robin Childers (Lauren C. Mayhew)
- 2004 : 50 Façons de perdre l'amour : Eileen (Kaarina Aufranc)
- 2005 : Entre elles et lui : Michelle (Aubrey Dollar)
- 2006 : La Panthère rose : Cherie (Kristin Chenoweth)
- 2006 : Destination ultime 3 : Ashlyn Halperin (Crystal Lowe)
- 2006 : Le Fermier Astronaute : Phyllis (Kiersten Warren)
- 2007 : Gone Baby Gone : Dottie (Jill Quigg)
- 2007 : Mount Pleasant : Nadia (Katie Boland)
- 2007 : Oncle P : Pam (Hope Levy)
- 2008 : Hamlet 2 : Yolanda (Natalie Amenula)
- 2008 : Ce qui se passe à Vegas : Tipper (Lake Bell)
- 2008 : News Movie : Melissa Cherry (Sarah McElligott)
- 2008 : Film catastrophe : princesse Giselle, Amy Winehouse, Jessica Simpson (Nicole Parker)
- 2009 : L'Effet papillon 3 : Elizabeth Brown (Sarah Habel)
- 2009 : Les Joies de la maternité : Lily (Clea Lewis)
- 2009 : Possession : Casey (Tuva Novotny)
- 2009 : Miss Mars : Candace (Molly Stanton)
- 2009 : La Dernière Maison sur la gauche : Sadie (Riki Lindhome)
- 2009 : The Devil's Tomb : Yoshi (Stephanie Jacobsen)
- 2009 : Fièvre noire 2: La fièvre du printemps : Cassie (Alexi Wasser)
- 2009 : C'est compliqué : Gabby Adler (Zoe Kazan)
- 2009 : Un honnête citoyen : Sarah Lowell (Leslie Bibb)
- 2009 : Le Tout pour le tout : Un combat à finir : Gloria (Vanessa Born)
- 2010 : Le Trotski : Laura (Jessica Paré)
- 2010 : Scott Pilgrim contre le monde : Knives Chau (Ellen Wong)
- 2010 : Stone : Madylyn jeune (Pepper Binkley)
- 2010 : Miroirs 2 : Éléanor Reigns (Stephanie Honoré)
- 2011 : Monte Carlo : Emma Perkins (Katie Cassidy)
- 2011 : La Veille du Nouvel An : Dr Morriset (Carla Gugino)
- 2011 : Duo à trois : Claire (Ashley Williams)
- 2011 : Destination ultime 5 : Olivia Castle (Jacqueline MacInnes Wood)
- 2011 : Défi Bleu 2 : Pushy (Elizabeth Mathis)
- 2011 : Dans l'ombre : Kimberly (Bjanka Murgel)
- 2012 : Contrebande : Jeanie (Jacqueline Fleming)
- 2013 : Esclave pendant douze ans : Patsey (Lupita Nyong'o)
- 2013 : Un duo d'enfer : Gina (Jessica Chaffin (en))
- 2013 : Jackass présente : Vilain grand-père : Kimmie (Georgina Cates)
- 2014 : L'héritier du diable : Emily (Aimee Carrero)
- 2014 : Le Rôdeur : Lisa Mays (Holly Hannula)
- 2014 : L'Exode : Dieux et Rois : Séphora, la femme de Moïse (María Valverde)
- 2014 : Bébé entre amis : Lizzie (Radha Mitchell)
- 2014 : L'Autre Moitié du Soleil : Kainene (Anika Noni Rose)
- 2015 : Témoin à louer : Gretchen Palmer (Kaley Cuoco)
- 2015 : Commotion : Gracie (Sara Lindsey)
- 2016 : The Forest : Sakura (Yûho Yamashita)
- 2016 : 10 Secondes de liberté : Ruth Solomon-Owens (Shanice Banton)
- 2016 : Les Dieux d'Égypte : Hathor (Élodie Yung)
- 2016 : Florence Foster Jenkins : Agnès Stark (Nina Arianda)
- 2016 : L'Appel des zombies : Denise (Erin Elizabeth Burns)
- 2016 : L'Infiltré : Gloria Alcaino (Elena Anaya)
- 2016 : Méchant Père Noël 2 : Alice (Cristina Rosato)
- 2017 : Sous un autre jour : Latrice (Aja Naomi King)
- 2017 : Décadence : L'Héritage : Carly (Brittany Allen)
- 2017 : Mal d'amour : Mary (Aidy Bryant)
- 2018 : Pierre Lapin : Beatrix Potter (Rose Byrne)
- 2018 : Moi, belle et jolie : Avery LeClaire (Michelle Williams)
- 2018 : Deuxième Acte : Hildy (Annaleigh Ashford)
- 2018 : Run this Town : Claire (Rebecca Liddiard)
- 2018 : La Reine de la fête : Leonor (Heidi Gardner)
- 2018 : Reprogrammé : Asha Trace (Melanie Vallejo)
- 2019 : Capitaine Marvel : Minn-Erva (Gemma Chan)
- 2019 : Dumbo : Miss Atlantis (Sharon Rooney)
- 2019 : L'Intrus : Rachel (Alvina August)
- 2019 : Aladdin : Dalia (Nasim Pedrad)
- 2020 : Bill et Ted font face à la musique : la princesse Elizabeth Logan (Erinn Hayes)
- 2023 : Frissons VI : Laura Crane (Samara Weaving)

#### Films d'animation
- 2006 : Les Bagnoles : Tia et Mia
- 2009 : La Princesse et la Grenouille : voix additionnelles
- 2011 : Rio : Perla
- 2013 : Détestable Moi 2 : Jillian
- 2014 : Rio 2 : Perla
- 2014 : Les Nouveaux Héros : Honey Lemon
- 2014 : Gladiatori di Roma : Prisca
- 2015 : Lava : Lélé
- 2016 : Le Petit Dinosaure : L'Expédition héroïque : Ducky
- 2017 : LEGO Batman : Le film : inspecteur O'Hara
- 2017 : Mon petit poney, le film : Capitaine Celaeno
- 2017 : L'Étoile de Noël : Marie
- 2019 : La Reine des neiges 2 : voix additionnelles
- 2020 : En avant : Dewdrop, la cheffe des fées
- 2022 : ‘’DC Krypto Super-Chien’’ : Lulu

### Télévision

#### Téléfilms
- Crystal Lowe dans :
  - Enquêtes gourmandes: meurtres quatre étoiles (2015) : Gretchen
  - Épousez-Moi À Noël (2017) : Isabel
  - Maison à vendre, cœur à prendre (2019) : Kat
- Stephanie Bennett dans :
  - Aurora Teagarden : La Maison des disparus (2016) : Charity Julius
  - Le dernier coeur à prendre (2019) : 	Lucie
- 2007 : L'enlèvement : Amy (Eleanor Noble)
- 2010 : Ma gardienne est un vampire : Rochelle (Cassie Steele)
- 2010 : Le plan parfait : Rebecca / Brenna Lakefield (Cristina Rosato)
- 2015 : Les Prisonnières : Jessica Crowder (Courtney Ford)
- 2016 : Saint-Valentin pour toujours : Sydney (Vanessa Matsui)
- 2016 : Une Idylle d'automne : Hannah (Ali Liebert)
- 2016 : L'amour, c'est compliqué : Carol (Paula Rivera)
- 2017 : Une Rose pour Noël : Ashley (Karen Holness)
- 2017 : Enquêtes gourmandes : Festin mortel : Beth (Lucie Guest)
- 2018 : Deuxième opinion : Tessa Devereaux (Stephanie Breton)
- 2018 : Duplicité : Connie (Mylène Dinh-Robic)

#### Séries télévisées
- Emilie Ullerup dans :
  - Arctic Air (2012-2014) : Astrid Poulsen
  - Nouveau départ (2016-2022) : Bree O'Brien

- 2005 : Alice contre-attaque : Patricia « Trish » Jenkins (Virginia Ryan)
- 2005 : Holly's Heroes : Patricia "Trish" Jenkins
- 2006-2013 : Bienvenue à Paradise Falls : Jessica Lansing (Kim Schraner)
- 2007-2008 : Intelligence : Rose Yuen (Pauline Wong)
- 2007-2008 : Robson Arms : Georgia Goldstein (Tegan Moss)
- 2008-2010 : Buzz Mag : Amanda Pierce (Vanessa Morgan)
- 2011-2013 : Fitz : Dot Foxley (Amy Sloan)
- 2013 : Médecins de combat : Médecins de combat (Ellen Wong)
- 2013-2014 : L'orange lui va si bien : Nicky Nichols (Natasha Lyonne)
- 2013-2017 : Vikings : Helga, épouse de Floki (Maude Hirst)
- 2014-2016 : Morsure : Elena Michaels (Laura Vandervoort)
- 2014-2016 : The Next Step : Le Studio : Phoebe (Natalie Krill)
- 2016-2022 : Animal Kingdom : Renn Randall (Christina Ochoa)
- 2017 : Bellevue : Jackie Edmonds (Marianne Farley)
- 2017 : The Disappearance : Catherine Sullivan (Joanne Kelly)
- 2018 : Les Foster : Justina Marks (Kelli Williams)
- 2019 : Dernière escale : Madelyn (Rebecca Liddiard)
- 2024 : Mr. et Mrs. Smith : Jane Smith (Maya Erskine)

#### Séries télévisées d'animation
- 1996-2004 : Benjamin : Béatrice l'oie
- 2001-2008 : La Famille Passiflore : voix additionnelles
- 2007-2008 : Ruby Gloom : Iris
- 2007-2008 : Bakugan Battle Brawlers : Runo Misaki
- 2007-2009 : Ricky Sprocket : Estelle
- 2007-2010 : Busytown Mysteries : Hilda
- 2008 : Best Ed : Betsy
- 2009-2010 : Spliced : Patricia
- 2009-2015 : Zigby : Zara
- 2010 : Animism : The God's Lake : Tokala
- 2010-2011 : My Life Me : Amelia
- 2010-2013 : Super Académie : Kitty
- 2011-2012 : Mon grand grand ami : Lisa / Daisy
- 2013-2015 : Oh No! It's an Alien Invasion : Lily
- 2016-2017 : George de la jungle : Magnolia
- 2017 : Winston et Dudley Ding Dong : Pam la Destructrice
- depuis 2019 : Tuca & Bertie : Lady Netherfield